# Kegon
Pour les chutes dans le parc national de Nikkō, dans la préfecture de Tochigi au Japon, voir Chutes de Kegon.

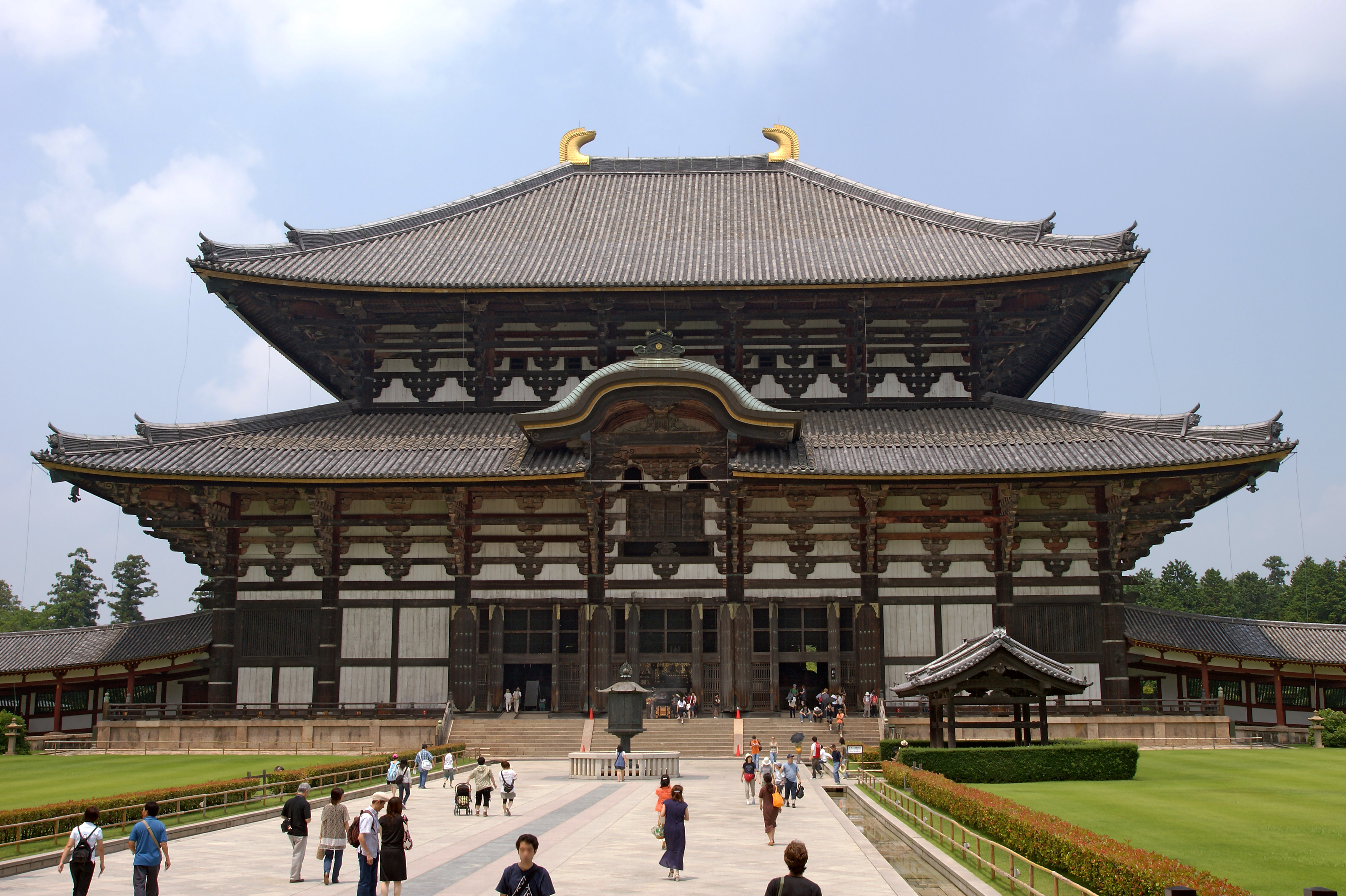
Tōdai-ji, Nara

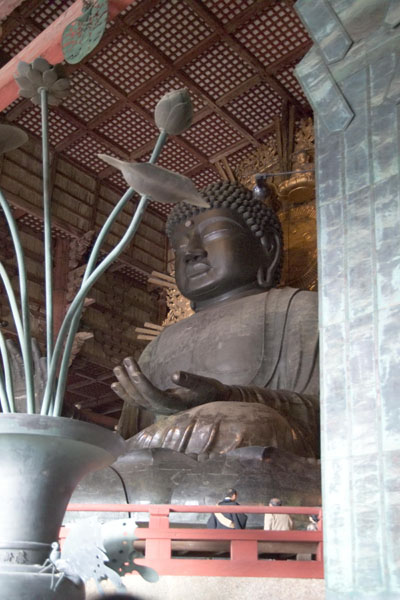
Statue de Vairocana (jap. Dainichi Nyorai), bouddha au centre de l'école Kegon. Tōdai-ji, achevé en 749.

L'école Kegon (華厳) ou Kegon-shū (« École de la guirlande de fleurs ») est une division du bouddhisme japonais que l'on rattache aux six écoles de la capitale du Sud (Nara). Elle tire son nom de l'Avataṃsakasūtra (« Sutra de l'Ornementation fleurie », Kegon-kyō en japonais) sur lequel se basent sa doctrine et son enseignement. Elle est la version japonaise de la branche Huayan du bouddhisme chinois, transmise au Japon par l'intermédiaire du Hwaom, branche coréenne du Huayan.

## Histoire
L'étude du huayan au Japon commence en 736 quand le prêtre et érudit Rōben (良辯, d'abord moine de la tradition Hossō-shū) ramène à Nara une copie de l'Avataṃsakasūtra. Puis, en 740, l'empereur Shōmu charge le moine coréen Shenxiang (jap. Shinshō) à commenter ce sutra au Kinshōsen-ji et à en dévoiler le sens, ce qu'il fit durant trois ans. Après quoi, l'empereur fit bâtir, en remplacement du Kinshōsen-ji,  le Tōdai-ji (« Grand monastère de l'Orient »), dans lequel il fit élever la statue du Daibutsu (« grand bouddha ») Vairocana.
L'empereur soutint le Kegon parce qu'il voyait dans la conception de Vairocana comme fondement et centre de l'univers et source de tous les phénomènes, une image (dont la vision était partagée par la cour) de son propre pouvoir central auquel toute chose et tout être devait son existence. Il y avait là une analogie politique, dans laquelle le souverain occupait la place du bouddha, tandis que toutes les unités politiques qui dépendaient de lui à travers le pays faisaient remonter la source de leur propre autorité à l'empereur,.  
Le Kegon-shū sera popularisé au Japon par Myōe, qui mêlera ses doctrines à celles du Shingon et de Gyōnen et contribuera grandement à l'établissement de la lignée Tōdai-ji de l'école, qui deviendra l'une des « Six écoles de la capitale du Sud » (南都六宗, Nanto roku shū, Nara étant nommée « capitale du Sud » à l'époque).